# 香港政協青年聯會
香港政協青年聯會，簡稱政青或政協青聯，是香港一個親中派的組織，成員多為香港富商的第二代。
香港政協青年聯會於2014年5月4日成立，會員主要是45歲或以下的政協委員及青委會旅學團團員。創立時由蔡加讚擔任會長，由曾智雄擔任主席。其他成員包括何猷啟、鄧灝康、譚鎮國、霍啟智、許詠瑜、李奇霙、沈慧林及徐兆兒。
2021年香港政治制度改革後，政協青聯成為新增的第五界別選委。
2022年5月4日，鄧灝康接任第5屆執委會主席。

## 活動
香港政協青年聯會於2015年表決政改方案前於銅鑼灣擺設街站呼籲人們支持政改方案。